# Астрономія в Таїланді

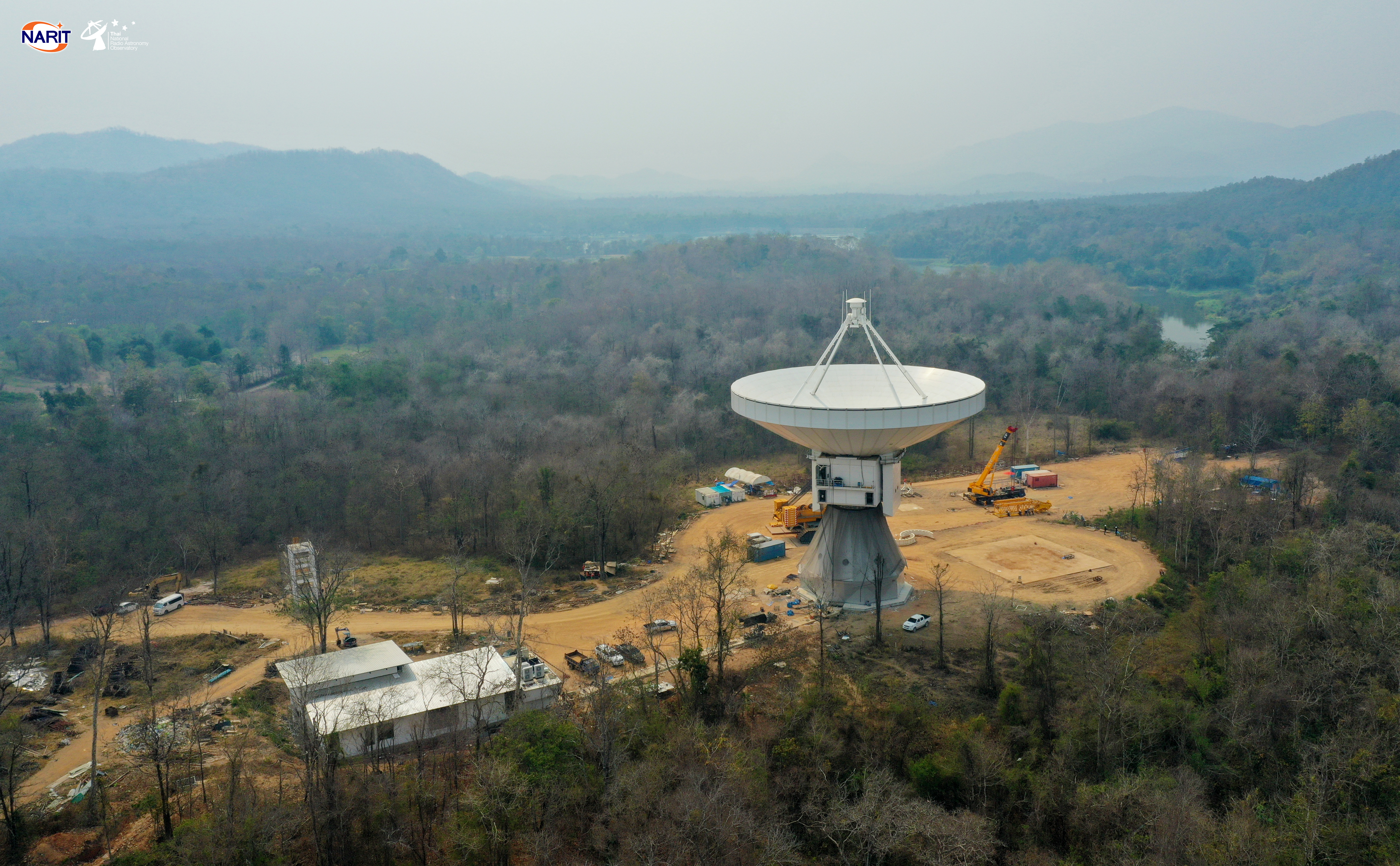
40-метровий Таїландський національний радіотелескоп у Національній радіоастрономічній обсерваторії

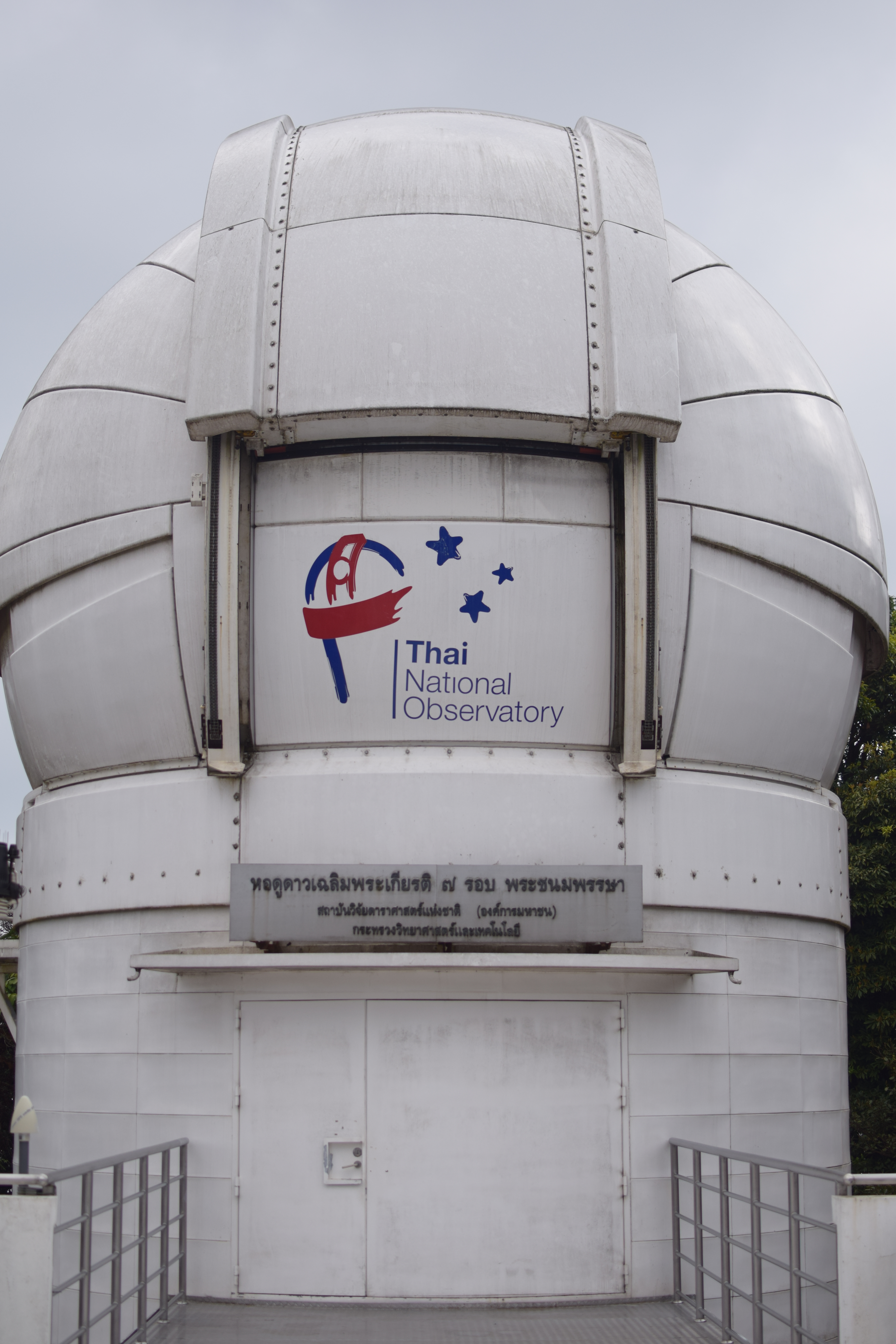
Купол 2,4-метрового Таїландського національного телескопа в Таїландській національній обсерваторії

Астрономія в Таїланді розвивається в Національному астрономічному дослідницькому інституті Таїланду і в різних таїландських університетах. Країна має ряд астрономічних інструментів світового рівня, зокрема 40-метровий радіотелескоп у Національній радіоастрономічній обсерваторії та 2,4-метровий оптичний телескоп у Таїландській національній обсерваторії на вершині Інтханон, найвищої гори країни.

## Історія
Королі Сіаму (колишня назва Таїланду) цікавилися астрономією з XVII століття. Перша астрономічна обсерваторія була побудована в 1685 році в роки правління короля Нараї. У XIX столітті король Рама IV вивчав західні підручники з астрономії та точно обчислив місце повного сонячного затемнення 1868 року. Саме Рама IV запровадив у Таїланді сучасну наукову освіту.
Сучасні теоретичні астрономічні дослідження почалися в Таїланді в 1930-х роках у Чулалонгкорнському університеті. Однією з перших сучасних обсерваторій стала Сіріндхорнська обсерваторія в Чіангмайському університеті, заснована в 1977 році та оснащена 0,4-метровим кассегренівським телескопом. З 1996 року обсерваторія також має 0,5-метровий кассегренівський телескоп, однак світлове забруднення від сусіднього міста Чіангмай ускладнює її використання для наукових цілей.
У 2004 році уряд схвалив створення Національного астрономічного дослідницького інституту Таїланду при Міністерстві науки і технологій, який відтоді став провідною науковою установою в Таїланді в галузі астрономії.

## Наукові дослідження
У Таїланді є близько 30 професійних астрономів, більшість із яких є викладачами університетів. Кілька таїландських університетів мають обсерваторії, обладнані телескопами 40-сантиметрового класу 0,4 м. Втім не всі ці обсерваторії використовують повною мірою через брак кваліфікованих астрономів.
Ключовим центром астрономічних досліджень у країні є Національний астрономічний дослідницький інститут Таїланду. Йому підпорядкована Національна обсерваторія, розташована на півночі Таїланду на вершині Інтханон, найвищої гори країни, на висоті 2550 метрів над рівнем моря. Національна обсерваторія має найбільший в Таїланді 2,4-метровий рефлектор. 

## Шкільна освіта
Раніше астрономія в шкільній освіті була слабко представлена, однак 2001 року за підтримки астрономічної спільноти її додали до шкільної програми. Після цього Таїланд зіткнувся з нестачею вчителів, здатних викладати астрономію, і підготовка вчителів стала важливим аспектом розвитку астрономії в Таїланді. 